# Typhlomys fengjiensis
Typhlomys fengjiensis és una espècie de mamífer rosegador de la família dels platacantòmids. És endèmic del comtat xinès de Fengjie, a la província de Chongqing, on viu a una altitud d'uns 1.880 msnm. El seu hàbitat natural són els boscos montans amb sotabosc de bambú. Es tracta de l'espècie més grossa del gènere Typhlomys, amb una llargada de cap a gropa de 90 mm. El seu nom específic, fengjiensis, significa ‘de Fengjie’ en llatí.